# Пономаренко, Пётр Андреевич
Пётр Андре́евич Пономаре́нко (17 июня 1929, Харьков — 13 мая 2005, Донецк) — советский футболист, выступавший на позиции правого нападающего, впоследствии детский футбольный тренер. Мастер спорта СССР, Заслуженный тренер Украинской ССР (1968).

## Карьера
Воспитанник харьковского футбола, начинал в команде ремесленного училища и обществе «Трудовые резервы». За свою карьеру несколько раз менял позицию на поле — начинал в юношеском футболе как защитник, затем перешёл на правый фланг нападения, а к концу карьеры, когда общепринятая расстановка футболистов изменилась, стал правым полузащитником.
На взрослом уровне начал выступать в 1949 году в составе харьковского «Локомотива», игравшего тогда в высшем дивизионе. В 1951 году был призван в армию и направлен в состав московского «ЦДСА». В чемпионате страны Пономаренко ни разу не сыграл за армейцев, но дважды вышел на поле в матчах Кубка СССР. В 1952—1953 году выступал за тбилисский «Дом офицеров». В 1953 году, когда армейские команды в СССР были расформированы, футболист вернулся в Харьков и ещё полтора сезона играл за местный «Локомотив». В 1955 году переехал в Донецк и последние пять лет игровой карьеры провёл в «Шахтёре», в сезонах 1955 и 1956 становился лучшим бомбардиром команды. Всего за клубы высшего дивизиона сыграл 181 матч и забил 28 голов.
С 1960 года и до конца жизни Пётр Пономаренко работал тренером в центре подготовки футболистов при команде «Шахтёр». Среди его воспитанников — Юрий Дегтерёв, Виктор Звягинцев, Юрий Дудинский, Владимир Пьяных, Вячеслав и Виктор Чановы, Анатолий Раденко, Сергей Попов, Сергей Ковалёв, Сергей Щербаков. В 1967 году возглавляемая им команда стала победителем юношеского чемпионата СССР по футболу.
Окончил Луганский педагогический институт. Автор нескольких теоретических работ по методике и психологии подготовки юных футболистов.
Награжден Орденом «За заслуги» ІІІ степени (2004).
Умер 13 июня 2005 года на 76-м году жизни.